# EVV Eindhoven in het seizoen 1966/67
Het seizoen 1966/1967 was het 13e jaar in het bestaan van de Eindhovense betaaldvoetbalclub Eindhoven. De club kwam uit in de Eerste divisie en eindigde daarin op de negende plaats. Tevens deed de club mee aan het toernooi om de KNVB Beker, hierin werd in de eerste ronde, na verlenging, verloren van Blauw-Wit (0–1).

## Wedstrijdstatistieken

### Eerste divisie
|       | Alkmaar '54 | Blauw-Wit | FC Den Bosch/BVV | SC Cambuur | D.F.C. | DHC '66 | SC Drente | De Graafschap | Heracles | Holland Sport | N.E.C. | RBC   | RCH   | SVV   | Velox | Vitesse | Volendam | De Volewijckers | FC Zaanstreek |
| ----- | ----------- | --------- | ---------------- | ---------- | ------ | ------- | --------- | ------------- | -------- | ------------- | ------ | ----- | ----- | ----- | ----- | ------- | -------- | --------------- | ------------- |
| Thuis | 0 – 0       | 2 – 0     | 1 – 1            | 2 – 4      | 1 – 1  | 2 – 0   | 2 – 1     | 3 – 2         | 4 – 0    | 3 – 1         | 1 – 3  | 5 – 2 | 2 – 1 | 1 – 1 | 2 – 2 | 1 – 2   | 3 – 1    | 4 – 1           | 3 – 1         |
| Uit   | 2 – 1       | 1 – 1     | 3 – 1            | 2 – 0      | 3 – 0  | 0 – 1   | 0 – 1     | 0 – 2         | 0 – 0    | 3 – 0         | 1 – 0  | 2 – 0 | 2 – 0 | 0 – 2 | 1 – 2 | 0 – 1   | 2 – 0    | 1 – 0           | 0 – 0         |

### KNVB Beker
| 1e ronde                                  | Eindhoven | 0 – 1 Na verlenging | Blauw-Wit        |
| 2 april 1967 Plaats: Eindhoven Aalsterweg |           |                     | 95' Piet de Waal |

## Statistieken Eindhoven 1966/1967

### Eindstand Eindhoven in de Nederlandse Eerste divisie 1966 / 1967
| Stand | Gespeeld | Gewonnen | Gelijk | Verloren | Punten | Doelpunten voor | Doelpunten tegen |
| ----- | -------- | -------- | ------ | -------- | ------ | --------------- | ---------------- |
| 9e    | 38       | 17       | 8      | 13       | 42     | 54              | 47               |

### Topscorers
| #      | Naam             | Goal |
| ------ | ---------------- | ---- |
| 1.     | Henk Leusink     | 11   |
| 1.     | Toon Verhoeven   | 11   |
| 3.     | Wim Brouns       | 9    |
| 4.     | Nico van Diessen | 4    |
| 5.     | Henk Bloemers    | 3    |
| 5.     | Jan Louwers      | 3    |
| 5.     | Thieu Soers      | 3    |
| 8.     | Christ van Lint  | 2    |
| 9.     | Ab Hogenhout     | 1    |
| 9.     | Wim van Kessel   | 1    |
| 9.     | Ben Kreekels     | 1    |
| 9.     | Piet Lemmens     | 1    |
| 9.     | Otto Methorst    | 1    |
| 9.     | Dragan Miletić   | 1    |
| 9.     | Hendrik Schalks  | 1    |
| 9.     | Ad Vermeer       | 1    |
| Totaal | Totaal           | 54   |

| #      | Naam        | Goal |
| ------ | ----------- | ---- |
| –      | Geen speler | 0    |
| Totaal | Totaal      | 0    |

## Voetnoten
Alkmaar '54 ·
Blauw-Wit ·
Cambuur ·
FC Den Bosch/BVV ·
D.F.C. ·
DHC '66 ·
SC Drente ·
Eindhoven ·
De Graafschap ·
Heracles ·
Holland Sport ·
N.E.C. ·
RBC ·
RCH ·
SVV ·
Velox ·
Vitesse ·
Volendam ·
De Volewijckers ·
FC Zaanstreek